# Rizal (Zamboanga del Norte)
Rizal (Bayan ng Rizal) är en kommun i Filippinerna. Kommunen ligger på ön Mindanao, och tillhör provinsen Zamboanga del Norte. Folkmängden uppgår till 13 501 invånare.

## Barangayer
Rizal är indelat i 22 barangayer.
| - Balubohan - Birayan - Damasing - East Poblacion - La Esperanza - Mabuhay - Mabunao - Mitimos - Nangca - Nangcaan - Napilan | - Nasipang - New Dapitan - Nilabo - North Mapang - Rizalina - San Roque - Sebaca - Sipaon - South Mapang - Tolon - West Poblacion |